# Vladivostoks spårväg
Vladivostoks spårvägar är spårvägssystemet i den ryska staden Vladivostok. Den första spårvagnen började rulla på staden gator den 9 oktober 1912. Spårvidden var 1 000 mm (meterspår). År 1934 byggdes den om till bredspår (1 524 mm).

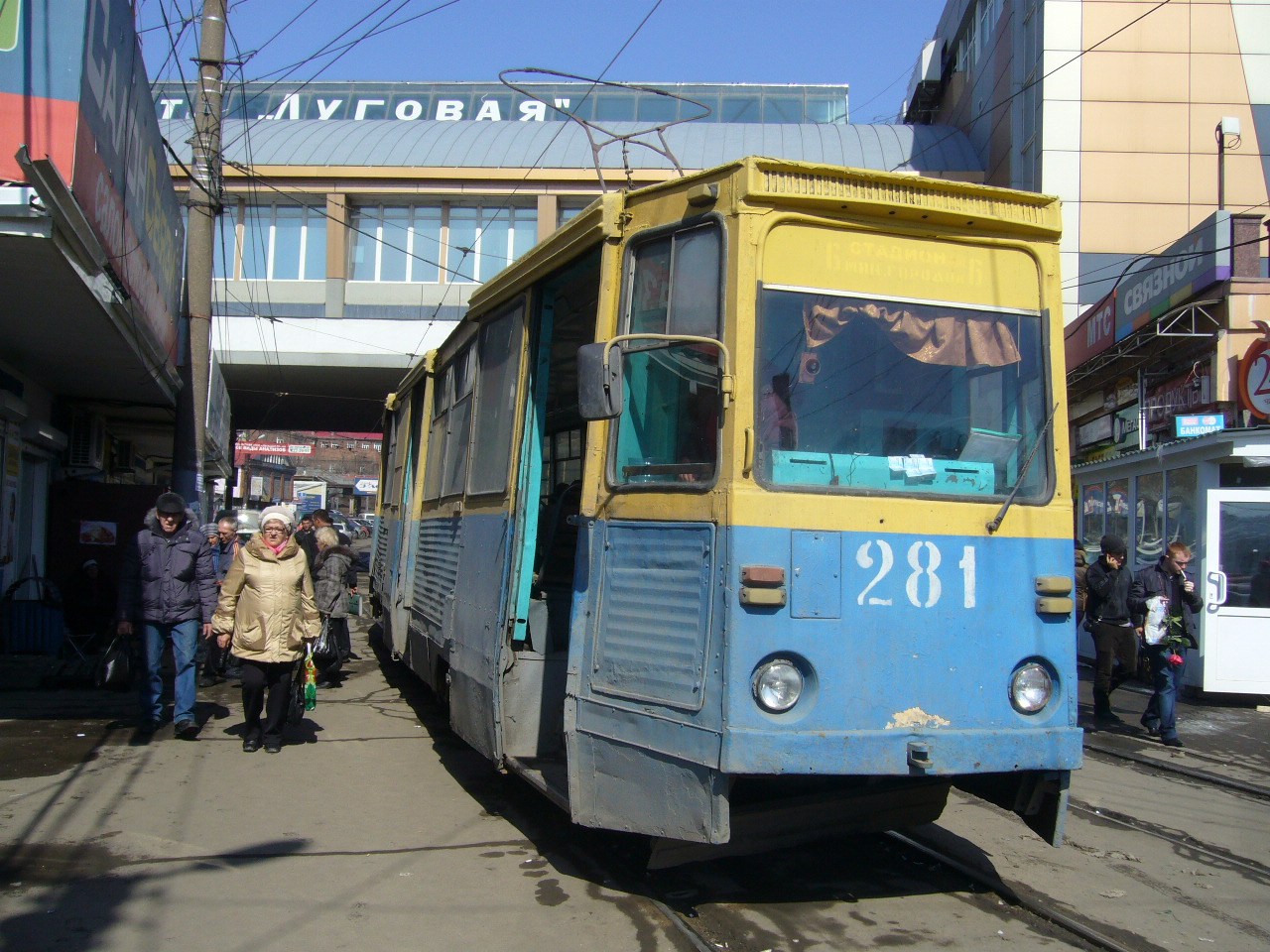
Spårvagn i Vladivostok, 2013.

År 1991 fanns det 9 linjer med en sammanlagd längd på 18,4 kilometer. På 2010-talet avvecklades linjerna successivt  och idag (2019) finns endast en 5,5 kilometer lång linje med 11 hållplatser kvar.

Linjekarta, 2019.